# Sorocea hilarii
Sorocea hilarii är en mullbärsväxtart som beskrevs av Gaud.. Sorocea hilarii ingår i släktet Sorocea och familjen mullbärsväxter. Inga underarter finns listade i Catalogue of Life.